# Il Mondo illustrato
Il Mondo Illustrato è stato uno dei primi periodici di attualità illustrato in Italia, fondato nel 1846 ed edito con cadenza settimanale a Torino dalla società editrice Giuseppe Pompa e comp. a partire dal 1847, con varie interruzioni, fino al 1861. Il tratto distintivo del giornale erano le sue numerose illustrazioni e la nitidezza dei suoi caratteri.
Era rivolto ad un pubblico relativamente ampio e, come indicato dal sottotitolo di testata "Giornale Universale" affrontava un'ampia gamma di temi che spaziavano tra storia, geografia, arte, cronaca, letteratura e politica.

## Caratteristiche
Il giornale si componeva di 16 pagine, caratterizzate da un formato di 38 centimetri di altezza e 28 centimetri di larghezza. La parte testuale era organizzata in tre colonne, un layout che garantiva chiarezza e leggibilità. Le colonne erano intervallate da un numero variabile di illustrazioni, da un minimo di 12 a un massimo di 18 per ogni numero. Queste immagini, disposte con attenzione alle geometrie e alla simmetria, conferivano alla rivista un aspetto visivamente accattivante e armonioso, studiato per catturare l'interesse dei lettori.
Le illustrazioni rappresentavano una vera innovazione nel panorama editoriale italiano dell'epoca. Durante il primo biennio di pubblicazione, dal 1847 al 1849, si riscontra rispetto allo stesso tipo di riviste in ambito europeo una certa scarsità di elementi visivi particolarmente elaborati, come illustrazioni a doppia pagina e vedute "a volo d'uccello”, sebbene nel contesto italiano il suo primato nel campo delle illustrazioni fosse incontestabile. Questa mancanza venne colmata nella seconda fase della pubblicazione, tra il 1860 e il 1861, sotto la direzione di Guglielmo Stefani, quando la qualità e la complessità delle illustrazioni furono significativamente potenziate. La tecnica utilizzata per le illustrazioni era la xilografia, un metodo incisorio su legno che permetteva la riproduzione di immagini di grande impatto visivo. Le incisioni erano spesso di grandi dimensioni e, elemento particolarmente innovativo per l'Italia dell'epoca, alcune occupavano intere pagine, sottolineando l'importanza attribuita al valore estetico e informativo delle immagini.
L'intestazione del giornale era accompagnata da un'immagine simbolica che riassumeva gli ideali della testata: un'Italia turrita, rappresentazione allegorica della nazione, situata accanto ad una colonna con il braccio sinistro proteso, invitava una figura angelica a volare verso le città italiane, rappresentate sullo sfondo da monumenti iconici come la Torre di Pisa e la Basilica di San Pietro. Questa composizione simboleggiava l'unità nazionale in un periodo di frammentazione politica. Sullo sfondo, un treno in corsa lungo le rotaie richiamava l'idea di progresso e modernità, concetti centrali nel progetto editoriale del giornale.
La scelta di enfatizzare elementi allegorici e simbolici, combinati a un'attenzione particolare per l'organizzazione visiva e il valore estetico delle illustrazioni, evidenzia come Il Mondo Illustrato non fosse solo un contenitore di informazioni, ma anche uno strumento per comunicare visivamente i valori di unità, modernità e progresso culturale, in linea con gli ideali risorgimentali.
Il costo annuale de Il Mondo Illustrato era di 30 lire per gli abbonati residenti a Torino e di 32 lire per quelli fuori Torino. Questo sovrapprezzo, rifletteva non solo le spese di trasporto, ma anche le complesse condizioni politiche e amministrative dell'Italia dell'epoca. La penisola, frammentata in diversi stati indipendenti, imponeva restrizioni e costi aggiuntivi per la circolazione della stampa. Oltre alle tariffe dovute al trasporto, le pubblicazioni dovevano spesso affrontare controlli censori, che variavano da uno stato all'altro, e talvolta erano soggette a dazi doganali per attraversare i confini interni. Questi ostacoli burocratici e finanziari non solo complicavano la distribuzione della rivista, ma influivano anche sul suo potenziale di diffusione e accessibilità. La necessità di superare tali barriere rappresentava una sfida significativa per l'editore, che ambiva a rivolgersi a un pubblico ampio e diversificato in tutta la penisola.

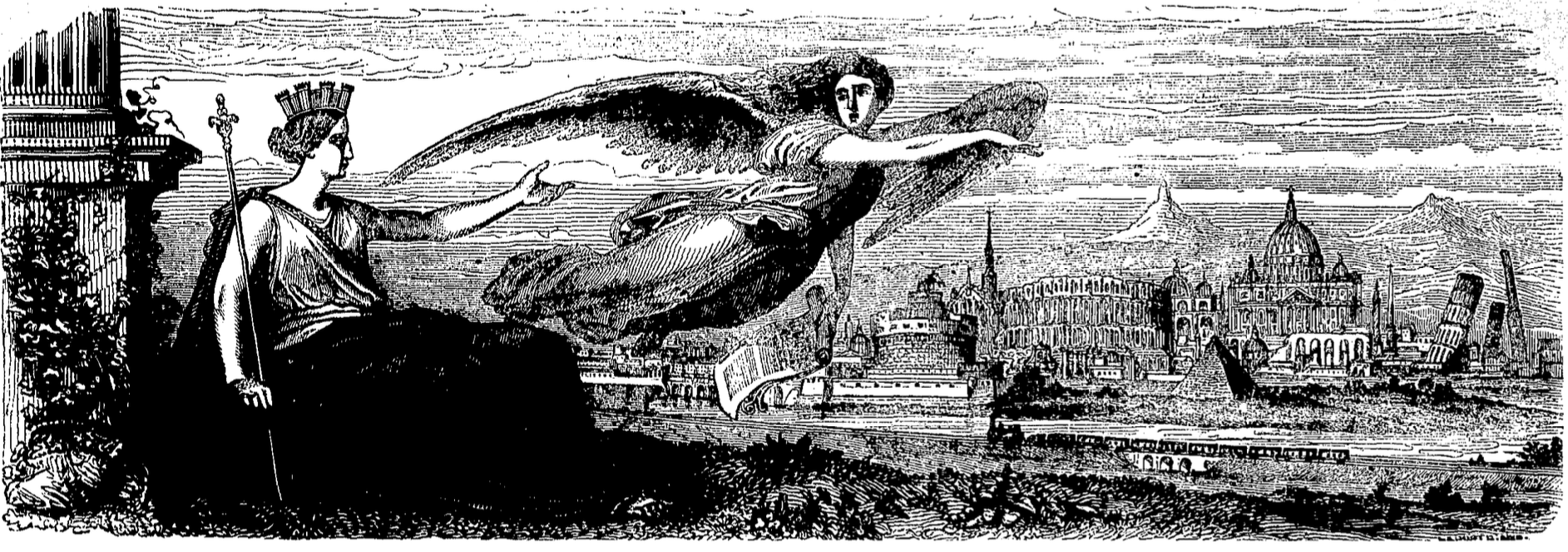
Immagine allegorica di testata del settimanale Il Mondo Illustrato, raffigurante un'Italia turrita con il braccio sinistro proteso che guida un angelo verso una serie di simboli architettonici rappresentativi delle città italiane. Sullo sfondo, un treno in corsa a simboleggiare il progresso e l'avanzata verso il futuro.

## Linea editoriale

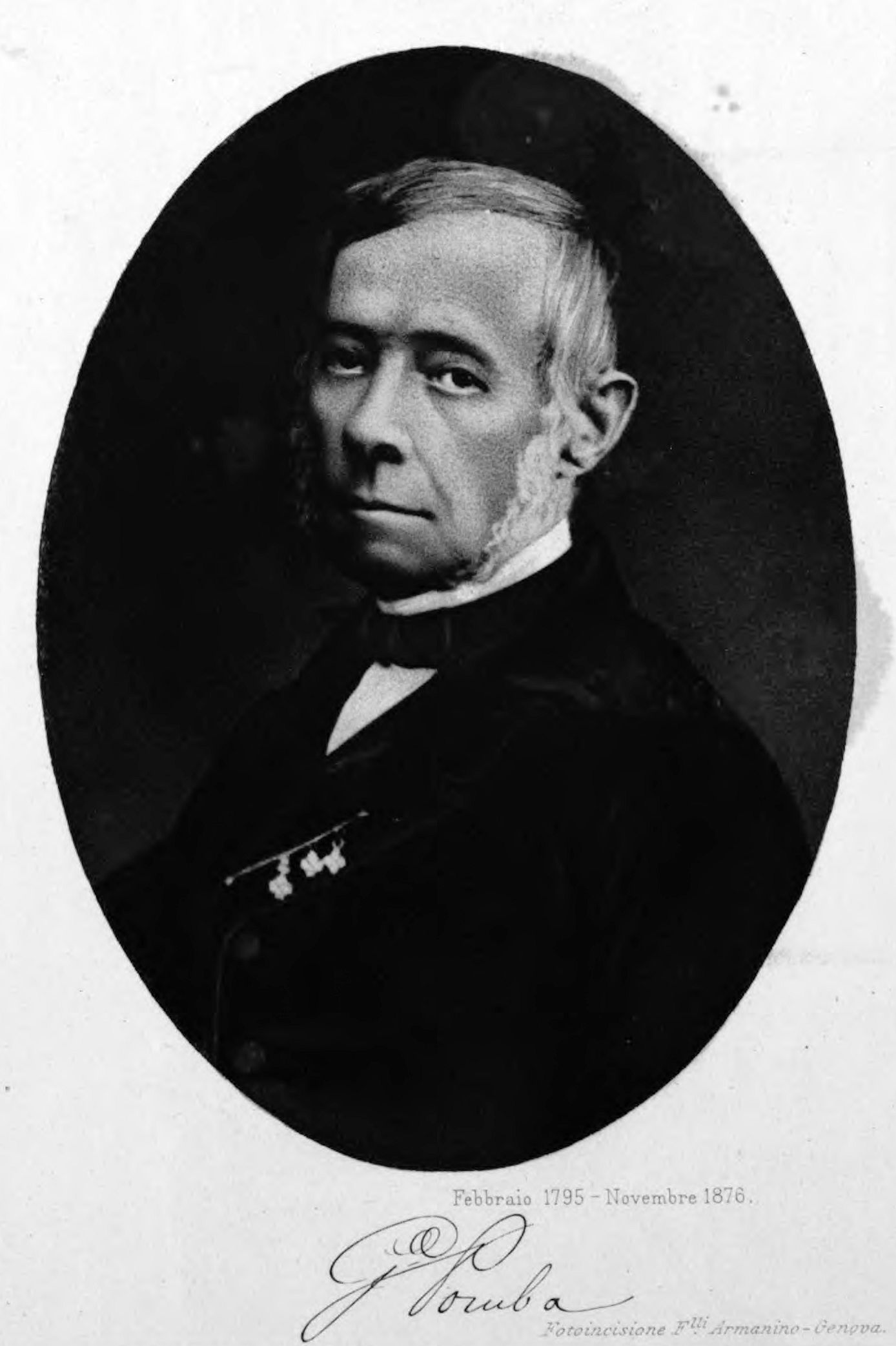
Giuseppe Pomba

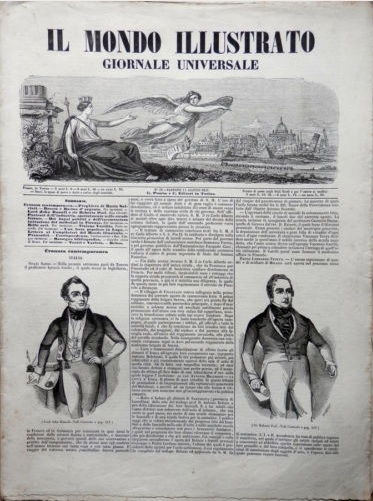
Prima pagina del Mondo Illustrato

Giuseppe Pomba, fondatore de Il Mondo Illustrato, si impegnò attivamente per promuovere una più libera e fluida circolazione editoriale in un'Italia ancora politicamente frammentata. Il settimanale, pubblicato per la prima volta nel 1847, nacque in un periodo segnato dai fermenti risorgimentali, quando l'idea di un'unità nazionale cominciava a guadagnare terreno tra le élite culturali e politiche. La rivista si inserì in questo contesto come uno strumento di diffusione culturale e, al tempo stesso, come veicolo per sostenere, seppur in maniera sottile e moderata, i sentimenti unitari.
Nonostante il clima politico teso e la presenza della censura, Il Mondo Illustrato adottò una linea editoriale equilibrata, evitando toni radicali o schieramenti troppo marcati. Tuttavia, attraverso l'enfasi sul progresso culturale e scientifico, e con l'uso delle illustrazioni come mezzo per catturare l'attenzione e trasmettere idee, la rivista contribuì alla diffusione di valori di modernità e rinnovamento, spesso legati agli ideali risorgimentali. Il sottotitolo di testata, “Giornale Universale”, testimonia l'intenzione di rivolgersi ad un pubblico ampio e diversificato, affrontando una vasta gamma di temi, che spaziavano dalla scienza alla cultura, dall'arte alla cronaca.
Questo approccio inclusivo non solo rispondeva a una strategia editoriale per attirare lettori di diversa estrazione sociale, ma rappresentava anche un tentativo di unire culturalmente il Paese, preparandolo idealmente all'unità politica. Attraverso il richiamo ai monumenti simbolo dell'Italia e alle rappresentazioni allegoriche, come l'Italia turrita nella testata, Il Mondo Illustrato si poneva come strumento di costruzione di un'identità nazionale condivisa. In un periodo in cui l'idea di una patria comune era ancora in formazione, la rivista giocò un ruolo significativo nel creare un immaginario collettivo di progresso, unità e modernità.
| Spese per la direzione, la redazione e i locali         | L. 15.618,48  |
| Spese per la carta                                      | L. 19.643,46  |
| Spese per la stampa                                     | L. 20310,80   |
| Spese per i disegni                                     | L. 9.735,50   |
| Spese per le incisioni e la provvista di legno bosso    | L. 20.060,86  |
| Spese per l'acquisto di incisioni da giornali stranieri | L. 4.858,55   |
| Spese per l'acquisto di giornali                        | L. 806,55     |
| Spese per la dogana                                     | L. 1.856,49   |
| Spese per il bollo e i diritti sui periodici            | L. 5.037,60   |
| Spese diverse                                           | L. 1977,70    |
| TOTALE                                                  | L. 100.175,99 |

## Storia

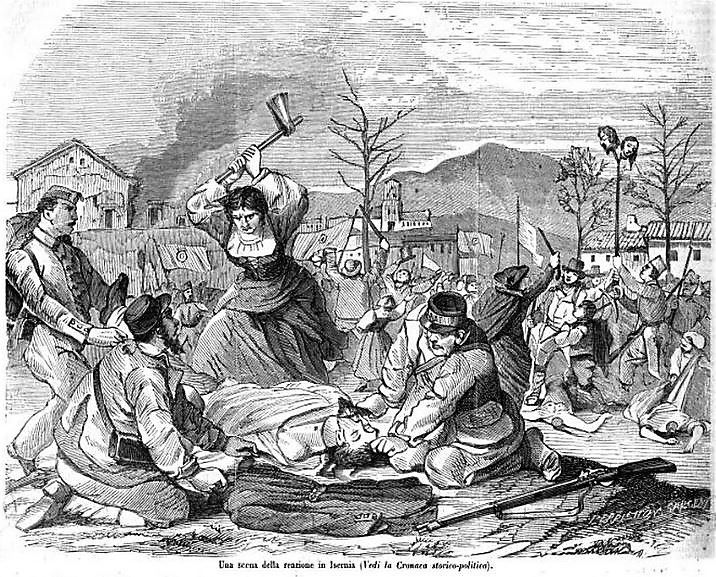
La reazione di Isernia - da Il Mondo illustrato del 16-02-1861.

Il Mondo Illustrato fu fondato a Torino dal genio editoriale di Giuseppe Pomba, uno dei più influenti editori italiani del XIX secolo. Per la realizzazione della rivista, Pomba si ispirò soprattutto al prestigioso periodico inglese Illustrated London News,  considerato un modello di innovazione nel panorama editoriale europeo. Determinato a garantire qualità e modernità alla sua pubblicazione, Pomba acquistò dall'Inghilterra una macchina tipografica all'avanguardia, alimentata da un motore a vapore, questa imponente attrezzatura, che richiedeva il lavoro di decine di operai per essere operativa,rappresentò un investimento significativo e una svolta tecnologica per l'editoria italiana dell'epoca. Il primo numero del settimanale vide la luce sabato 2 gennaio 1847, sotto la direzione di Giuseppe Massari.
La pubblicazione si apriva con una copertina che presentava i temi trattati e un'introduzione degli editori, concepita per evidenziare l'innovazione rappresentata da questo progetto editoriale. L'incipit sottolineava l'importanza di valorizzare il talento di artisti, scrittori e tipografi italiani, offrendo uno spazio anche agli autori emergenti. Tuttavia, l'aspetto più significativo era il chiaro richiamo a un'idea di Italia unita, che permeava l'intero discorso. Il testo non lasciava trasparire alcuna delimitazione regionale o statale: pur essendo edito nel Regno di Sardegna, il periodico si rivolgeva a tutta la nazione, proponendosi come un ponte culturale e simbolico per un'Italia ancora politicamente frammentata ma già concepita come una realtà unitaria dal punto di vista artistico e intellettuale. La rivista si presentava come un “giornale universale”, con l'ambizioso obiettivo di coprire una vasta gamma di argomenti, dalla scienza alla cultura, dall'arte alla politica, rivolgendosi a un pubblico ampio e diversificato.
Nel 1848, la direzione passò al poeta, scrittore e giornalista Luigi Cicconi Fu in quell'anno che Il Mondo Illustrato raggiunse il suo massimo numero di abbonati, superando le 3.000 unità. Tuttavia, nonostante l'immagine di testata, che simbolicamente aspirava a coprire l'intero mercato italiano, la diffusione della rivista rimase limitata principalmente alla città di Torino e, in parte, al Lombardo-Veneto austriaco, con una presenza significativa soprattutto a Milano e nelle città venete di Padova e Vicenza, dove secondo un rapporto della polizia veneta, il giornale contava circa 300 abbonati, un numero rilevante per l'epoca.
Nonostante il successo relativo, il progetto editoriale di Pomba si scontrò presto con difficoltà economiche. L'editore aveva stimato che, per sostenere le ingenti spese legate alla produzione, come le numerose e raffinate incisioni xilografiche e la qualità elevata dei contenuti, sarebbe stata necessaria una tiratura di almeno 10.000 copie. Questo obiettivo, tuttavia, non fu mai raggiunto. Già alla fine del 1847, la mancanza di azionisti aveva messo a rischio la continuità della pubblicazione, e la situazione precipitò all'inizio del 1849, quando Il Mondo Illustrato fu costretto a cessare le attività.
Le pubblicazioni ripresero diversi anni dopo, nel luglio 1860, ancora sotto la guida dell'editore Giuseppe Pomba, ma con un cambio di direzione, che venne affidata a Guglielmo Stefani. Durante questo biennio, la rivista subì alcune evoluzioni: le illustrazioni divennero più elaborate e la qualità visiva migliorò, colmando le lacune riscontrate nella fase iniziale. Tuttavia, il nuovo ciclo editoriale dovette fare i conti con un contesto mutato. La maggiore concorrenza da parte di altre testate, l'aumento dei costi di produzione e i cambiamenti politici e sociali successivi all'Unità d'Italia resero insostenibile la continuazione del progetto. Nel dicembre 1861, Il Mondo Illustrato chiuse definitivamente.
Sebbene il progetto editoriale non fosse riuscito a imporsi in modo stabile, il suo contributo rimase significativo, rappresentando un passo avanti per l'editoria italiana, sia dal punto di vista tecnologico che culturale,  lasciando un segno nella storia del giornalismo illustrato del Paese. Nella sua prima fase di pubblicazione, dal 2 gennaio 1847 a dicembre 1848, il periodico pubblicò circa 100 numeri, considerando la cadenza settimanale e la durata di quasi due anni. Successivamente, nella seconda fase, tra luglio 1860 e dicembre 1861, furono pubblicati ulteriori 75 numeri. Complessivamente, si stima che la rivista abbia prodotto circa 175 numeri nel corso della sua esistenza.
«L'impresa, alla quale noi diamo opera, è nuova nella nostra penisola. Per una singolare fatalità il paese che fu la culla delle belle arti, il paese dove più esse fiorirono, dove l'arte tipografica e l'incisione conseguirono il massimo grado di perfezione, la patria di Bodoni e di Morghen, si è lasciata precedere nei giornali illustrati dall'Inghilterra, dalla Francia e dalla Germania. Però nell'incominciare in Italia la pubblicazione di un giornale di tal fatta noi crediamo di fare atto ad un tempo di buoni cittadini e di tipografi zelanti dell'onore dell'arte italiana. Molti sono gli ostacoli che ne toccherà incontrare e superare, molte le difficoltà contro le quali dovrem combattere, ma noi siam pronti e rassegnati a tutto: qualunque sia per essere l'esito finale della nostra impresa avremo sempre la soddisfazione di poter dire, che fummo i primi a metter mano ad un'opera non ancora tentata nella nostra patria, ed inaugurare una pubblicazione che speriamo potrà competere e gareggiare con quelle dello stesso genere che da alcuni anni si fanno in tutt' i paesi dell'Europa civile.
Facendo anche astrazione di queste riflessioni, che son pure di gran momento, a noi sembra, che il Mondo Illustrato meriti la simpatia efficace del pubblico italiano per un altro verso, e si è quello del nuovo campo ch'esso schiude agli scrittori ed agli artisti italiani. È un giornale, nel quale potranno vedersi i nomi non solo degli scrittori dià famigerati d'Italia, ma anche di coloro che esordiscono nella difficile carriera delle lettere; per questo riguardo mentre sarà un testimonio permanente delle glorie presenti sarà anche lieto nunzio delle speranze avvenire. Diciam lo stesso degli artisti. Il nuovo periodico oltrecciò ricompensando le fatiche degli scrittori e degli artisti che vi concorrono, inizierà pure una professione decorosa e liberale per tanti giovani, che oggi sono astretti a languire sconosciuti perché nessuno ha contezza del loro ingegno, e darà ad essi agio di far vedere le loro facoltà intellettuali procurando loro onesto e conveniente lucro.
Il Mondo Illustrato insomma è opera civile, italiana ed artistica nel tempo stesso: non è speculazione. È un pensiero patrio, al quale intendiamo dare la miglior forma possibile per quanto spetta alla forma tipografica ed artistica. Se il pubblico vorrà contribuire con i suoi incoraggiamenti alla difficile impresa noi portiam fede sicura, ch'essa sarà per riuscire: in qualunque caso non cureremo né perdite né fatiche per ben incarnare il nostro disegno, e saremo lietissimi di mostrare al resto d'Europa, che l'Italia è capace di fare un giornale illustrato, e che non mancano né tipografi, né artisti, né scrittori capaci di darvi opera degnamente.»

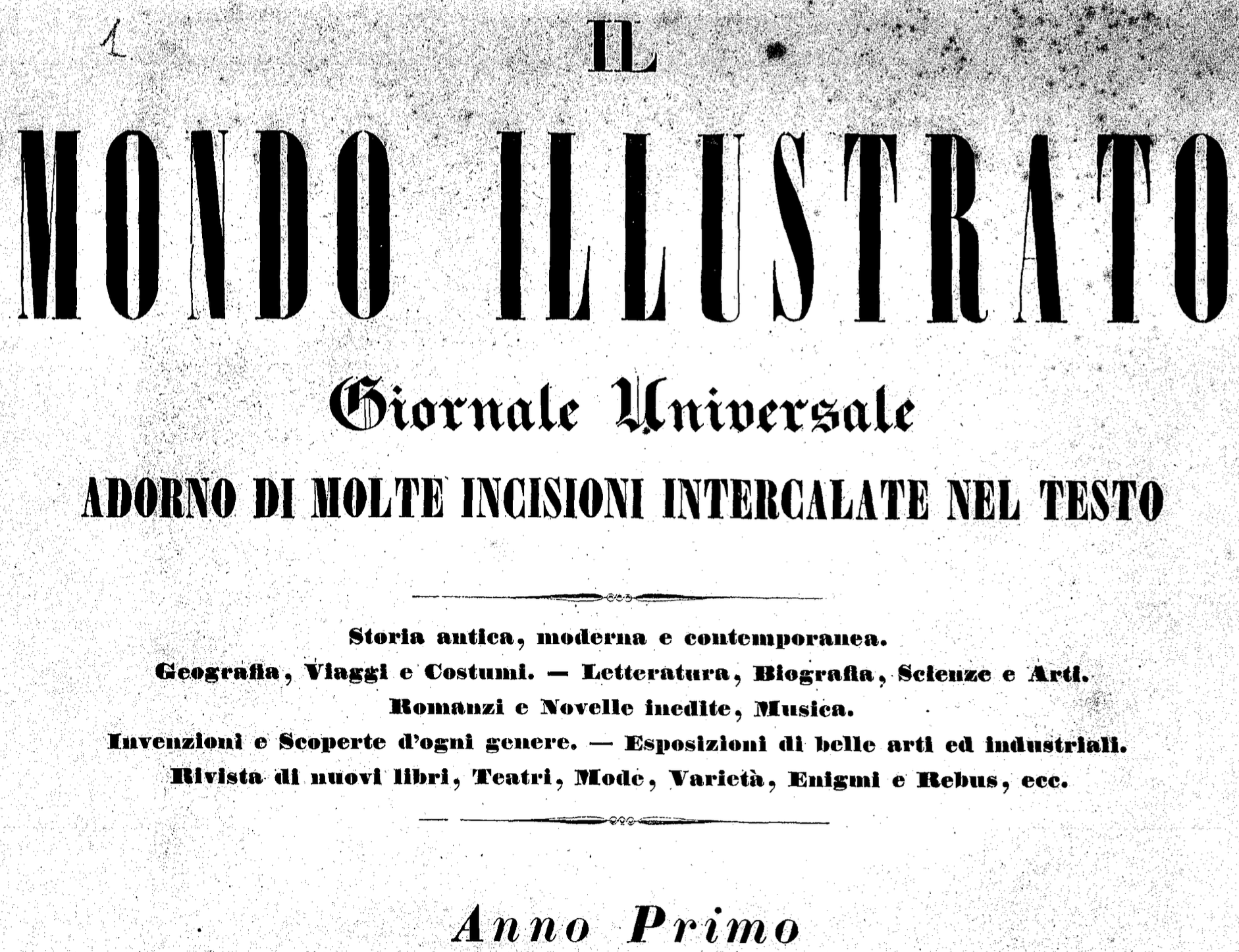
Copertina del primo numero del Mondo Illustrato

## Direttori e giornalisti

### Direttori
- Giuseppe Massari[8] primo direttore del giornale
- Luigi Cicconi[6] direttore nel 1848 - 1849
- Guglielmo Stefani[9] direttore nel 1860 - 1861

### Giornalisti e collaboratori rilevanti[10]
- Cesare Balbo
- Cesare Cantù
- Domenico Carutti
- Giacomo Dina
- Gustavo Strafforello
- Ruggiero Bonghi